# Озерки (Нестеровский район)
Озерки́ (до 1946 — Варнен (нем. Warnen)) — посёлок в Нестеровском районе Калининградской области. Входит в состав Чистопрудненского сельского поселения.

## География
Посёлок Озерки расположен к северо-западу от регионального памятника природы Калининградской области именем Красный лес.

## История
В 1946 году Варнен был переименован в поселок Озерки.

## Население
В 1910 году численность населения Варнена составляла 275 человек, в 1933 году — 241 человек, в 1939 году — 231 человек.
| 1910 | 1933 | 1939 | 2002 | 2010 |
| ---- | ---- | ---- | ---- | ---- |
| 275  | ↘241 | ↘231 | ↘22  | ↘17  |